# Chocolate a la española
Chocolate a la española es una obra de teatro de Julia Maura, estrenada en 1953.

## Argumento
Purita es una joven soltera de edad madura que convive con sus dos hermanas (Flora y Soledad, también solteras) y con su sobrina Clara en una provincia pequeña donde todos se conocen. Purita vive con la idea fija del matrimonio, sobre todo al haber sido plantada años atrás por su novio poco antes de la boda, pero a pesar de esto, ella es una mujer alegre y jovial que debe soportar las habladurías y las críticas del cura del pueblo, de doña Angustias, la beata del pueblo e incluso de sus propias hermanas. Su única solución es comprometerse con Sabino (actor de una compañía de revistas que visita el pueblo) a pesar de que no lo ama. Solo así podrá por un lado tener alguien a su lado pero sobre todo la posibilidad de poder escapar y encontrar la libertad en otro lugar ajeno en donde no haya que soportar más habladurías ni críticas.

## Estreno
- Teatro Cómico, Madrid, 25 de junio de 1953.[1]
  - Dirección: .
  - Distribuccion: Tres actos, el segundo dividido en dos cuadros.
  - Intérpretes: Jorge Vico, Carmen Carbonell , Berta Riaza, José Vivó , Maruja Carrasco , Lolita Gálvez, Pilar Bienert, Joaquín Puyol.[2]